# Jérôme Jault
Jérôme Jault (20 de mayo de 1983) es un deportista francés que compitió en esgrima, especialista en la modalidad de florete.
Ganó tres medallas de bronce en el Campeonato Europeo de Esgrima, en los años 2005 y 2008.

## Palmarés internacional
| Campeonato Europeo | Campeonato Europeo     | Campeonato Europeo | Campeonato Europeo  |
| Año                | Lugar                  | Medalla            | Prueba              |
| ------------------ | ---------------------- | ------------------ | ------------------- |
| 2005               | Zalaegerszeg (Hungría) | Medalla de bronce  | Florete individual  |
| 2005               | Zalaegerszeg (Hungría) | Medalla de bronce  | Florete por equipos |
| 2008               | Kiev (Ucrania)         | Medalla de bronce  | Florete por equipos |